# WHY (4minuteの曲)
「WHY」（ファイ）は、韓国の女性5人組の歌手グループ4minuteの日本での4枚目シングル。

## 概要
- 「First/Dreams Come True」から約5か月ぶりのシングル。2011年3月9日にユニバーサルミュージックより、初回盤A・B、通常盤の3種形態で販売された。
- 表題曲「WHY」はABC・テレビ朝日系ドラマ『悪党〜重犯罪捜査班』のオープニングテーマに起用された。
- 3形態購入応募全員プレゼント応募券がそれぞれ封入されている。
- 通常盤には2010年1月4日に配信されたヒョナのソロシングル『CHANGE』を収録している。

## 収録曲
【初回盤A】
1. WHY 3分09秒
2. テヨナゲ タンヨナゲ（平然と当たり前のように） 4分01秒
3. ウッキョ（笑っちゃう） 3分32秒
4. WHY (Instrumental)  3分09秒

【初回盤B】
1. WHY 3分31秒
2. INVITATION 3分22秒
3. アン ジュルレ（あげない） 3分19秒
4. WHY (Instrumental) 3分31秒

【通常盤】
1. WHY 3分31秒
2. CHANGE 3分29秒 キム・ヒョナソロ
3. HOT ISSUE (REMIX) 3分14秒
4. WHY (Instrumental) 3分31秒

## 仕様
- 【初回盤A】CD＋DVD (WHY Music Video・WHY　Music Video Making)
- 【初回盤B】CD＋DVD (I My Me Mine・FIRST 4Minute LIVE Energy Vol.2 at Zepp Tokyo)
- 【通常盤】CD